# Oksana Zbrožek
Oksana Zbrožek (in russo Оксана Зброжек?; 12 gennaio 1978) è un'ex mezzofondista russa.

## Palmarès
| Anno | Manifestazione | Sede       | Evento       | Risultato | Prestazione | Note |
| ---- | -------------- | ---------- | ------------ | --------- | ----------- | ---- |
| 2007 | Europei indoor | Birmingham | 800 m piani  | Oro       | 1'59"23     |      |
| 2009 | Europei indoor | Torino     | 800 m piani  | Argento   | 1'59"20     |      |
| 2009 | Mondiali       | Berlino    | 1500 m piani | Batteria  | 4'09"84     |      |
| 2010 | Europei        | Barcellona | 1500 m piani | 7ª        | 4'04"91     |      |

## Altre competizioni internazionali
2007
- Coppa Europa di atletica leggera ( Monaco di Baviera)